# Заслуженный юрист Республики Армения
Заслуженный юрист Республики Армения (арм. Հայաստանի Հանրապետության վաստակավոր իրավաբան) — почётное звание Армении. Присваивается Президентом Республики Армения юристам, имеющим не менее чем 15-летний опыт работы в сфере юриспруденции за большой вклад в развитие юриспруденции, укрепление законности и правопорядка, а также проявление исключительных профессиональных способностей.